# 퍼 압 짜오
퍼 압 짜오(베트남어: phở áp chảo)는 익힌 퍼 국수를 기름을 두른 팬에 노릇노릇하게 부쳐서 부침개처럼 만든 음식이다. 피자처럼, 고기, 채소 등을 볶은 것을 토핑으로 올려 낸다.

## 같이 보기
- 퍼 싸오